# RadioFr. Fribourg-Freiburg
RadioFr. Fribourg-Freiburg ist ein privater Schweizer Radiosender, der Programme auf Deutsch und Französisch anbietet.

## Geschichte
Der Sendestart von RadioFr. Fribourg-Freiburg erfolgte am 1. Mai 1988. Das Unternehmen zählte damals sechs Festangestellte und bot je ein Programm auf Deutsch und Französisch an. Beim französischen Programm wurde die Sendezeit ab 1994 auf täglich 24 Stunden erweitert, beim deutschen Programm ab 1997.
Ab 2000 geriet das Unternehmen in finanzielle Schieflage und musste 2002 durch die Hörerschaft finanziell unterstützt werden. 2008 änderte Radio Fribourg-Freiburg zum 20. Geburtstag sein Logo und wurde zu RadioFr.
Im Jahr 2017 beschäftigte RadioFr. (Fribourg und Freiburg) 54 Festangestellte (Redaktion, Moderation, Technik, Marketing, Administration) sowie 90 freie Mitarbeiter. 2019 zog das Unternehmen in die neuen Räumlichkeiten des MEDIAparcs in Villars-sur-Glâne um.

## Hörerzahlen
Die Programme von RadioFr. erreichen in der Schweiz täglich rund 131'000 Zuhörer.